# 카야노 아이
카야노 아이(일본어: 茅野 愛衣, 1987년 9월 13일 ~ )는 일본의 여성 성우이다. 오사와 사무소 소속. 도쿄도 출신이다.

## 인물
예전부터 사람을 치유하는 일에 종사하고 싶어서, 성우 이전에는 미용 관련 릴랙세이션의 일을 했다. 바빠서 심야에 귀가하는 일이 많았던 당시, 귀가 후에 켠 텔레비전에서 방송하던 애니메이션 《ARIA》를 보고 자신의 마음이 꽤나 치유된 것을 통해, 애니메이션에도 치유력이 있다고 생각하여 애니메이션에 흥미를 가지게 되었다.
머지않아 애니메이션 관련 직업으로 성우를 목표로 삼아, 미용의 일을 계속하며 학비를 모으면서 프로핏 성우 양성소의 주 1회 레슨을 다니고, 양성소 졸업 후 프로핏의 정소속 성우가 되어 2010년 4월에 데뷔하였다. 원래 애니메이션을 좋아하거나 연기에 관련된 일을 하고 싶어서 성우를 목표로 한 인물이 많은 가운데 꽤 드문 경력의 소유자다. 프로핏이 제작한 무대에도 출연하고 있다.

## 출연작품
※ 굵은 글씨는 주요 캐릭터

### TV 애니메이션
2010년
- 섬광의 나이트레이드 (고양이 외)
- 듀라라라!! (마오밍)
- 어떤 마술의 금서목록II (이츠와, 웨이트레스, 리포터, 여학생)

2011년
- 어떤 마술의 금서목록II (점원, 베라, 아나운서)
- 꿈을 먹는 메리 (타치바나 이사나)
- 꽃이 피는 첫걸음 (학생B)
- 그날 본 꽃의 이름을 우리는 아직 모른다 (혼마 메이코(멘마))
- SKET DANCE (사오토메 로망)
- 라스트 엑자일-은빛 날개의 팜- (밀리아 일 벨크 크톨레트라 투란)
- 고양이신 팔백만 (쇼소인사사나)
- 하느님의 메모장 (시노자키 아야카)
- 신의 인형 (시바 히비노)
- 로큐브! (미쇼지)
- 길티 크라운 (유즈리하 이노리,오우마 마나)
- 도시락 전쟁 (시라우메 우메)

2012년
- 아쿠에리온 EVOL (미코노 스즈시로)
- 윤회의 라그랑제 (무기나미)
- 빙과 (이바라 마야카)
- 사쿠라장의 애완 그녀 (시이나 마시로)
- 걸즈&판처 (타케베 사오리)

2013년
- 만걸 (후지모리 시노부)
- 내 여자친구와 소꿉친구가 완전 수라장 (후유우미 아이)
- 섬란 카구라 (요미)
- 전용 (루키)
- 치하야 후루2 (오오에 카나데)
- 아이 마이 미 (포노카 선배)
- 치하야후루 2 (오오세 카나데)
- 쥬얼 펫 해피니스 (로사)
- 취성의 가르간티아 (사야)
- 취성의 가르간티아 (그레이스)
- 유유시키 (아이카와 치호)
- 혁명기 발브레이브 (사쿠라이 아이나)
- 전용 2 (루키)
- 타마유라 ~more aggressive~ (미타니 카나에)
- 특례조치단체 스텔라 여학원 고등과 C3부 (하츠세 아이라)
- 전희절창 심포기어 G (아카츠키 키리카)
- 서번트x서비스 (야마가미 루시)
- 특례조치단체 스텔라 여학원 고등과 C3부 (하츠세 카리라)
- 슈퍼 청춘 브라더스 (사이토 마코)
- 벚꽃 사중주 ~꽃의 노래~ (V리라F)
- 잔잔한 내일로부터 (히라다이라 치사키)
- 혁명기 발브레이브 2 (사쿠라이 아이나)
- 기교소녀는 상처받지 않아 (이로리)
- 골든타임 (하야시다 나나)

2014년
- 위치 크래프트 워크스 (타카이야 카스미)
- Selector Infected WIXOSS (우에무라 히토에)
- 캡틴 어스 (무토오 하나)
- 그래도 세상은 아름다워 (니아)
- 그녀의 플레그가 꺾이면 (마호가사와 아카네)
- 블랙 불릿 (장님 소녀)
- 노 게임 노 라이프 (시로)
- 주문은 토끼입니까? (호토 모카)
- 아이 마이 미 (포노카 선배)
- 글라스립 (시로사키 모모)
- 알드노아 제로 (다르자나 매그버리지)
- 아오하라이드 (마키타 유우리)
- Selector Spread WIXOSS (우에무라 히토에)
- 마탄의 왕과 바나디스 (오베르타스 소피야)
- 늑대소녀와 흑왕자 (산다 아유미)
- 건담 빌드 파이터즈 트라이 (시노다 에리)
- 하늘의 메소드 (코미야 카오리)
- 시로바코 (오가사와라 린코, 카야나 무이, 아루핀)
- 걸프렌드(베타) (유메사키 하루코)
- GO-GO 다마고치! (유키네)

2015년
- 앱솔루트 듀오 (사일런트 디바)
- 알드노아 제로 2 (다르자나 매그버리지)
- 새벽의 연화 (유노)
- 식극의 소마 (사카키 료오코)
- 주문은 토끼입니까?? (호토 모카)
- 미카구라 학원 조곡] (나루미 쿠루미)
- 오레모노가타리 (아마미 유키카)
- 시원찮은 그녀를 위한 육성방법 (카스미가오카 우타하)
- 테일즈 오브 제스티리아 (알리샤 디프다)
- 4월은 너의 거짓말 (아이자 나기)
- 학교생활! (사쿠라 메구미)

2016년
- 이 멋진 세계에 축복을! (다크니스)
- 무지개빛 데이즈 (마츠나가 노조미)

2017년
- 이 멋진 세계에 축복을! 2기 (다크니스)
- 우라라 미로첩 "나츠메 니나"

2018년
- 소드 아트 온라인 앨리시제이션 (앨리스)
- 기숙학교의 줄리엣 (줄리엣 페르시아)

2019년
- 소드 아트 온라인 앨리시제이션 War of Underworld (앨리스)

2020년
- 소드 아트 온라인 앨리시제이션 War of Underworld 2쿨 (앨리스)

### OVA
- 괴물왕녀 (히요리미 사와와, 인어)

### 극장판 애니메이션
- 만능야채 닌닌맨 (이시노 카스미)
- 그날 본 꽃의 이름을 우리는 아직 모른다 (혼마 메이코(멘마))
- 극장판 셀렉터: 디스트럭티드 위크로스(우에무라 히토에)
- 극장판 프리큐어 올스타즈 F(큐어 피날레)
- 노 게임 노 라이프 제로 (슈비, 시로)
- 걸즈 앤 판처 최종장 제1화(타케베 사오리)
- 걸즈 앤 판처 최종장(타케베 사오리)
- 마징가 Z: 인피니티
- 이별의 아침에 약속의 꽃을 장식하자 (레일리야)
- 이 멋진 세계에 축복을! 붉은전설(다크니스)
- 시원찮는 그녀를 위한 육성방법 피날레(카스미가오카 우타하)
- 아리아 : 더 베네디지오네(아냐)

### 게임
- 검과 마법과 학원물. 2G (파네)
- 검과 마법과 학원물. 3 (카챠, 엘프 여성)
- 섬란 카구라 -소녀들의 환영- (요미)
- 소녀전선 NTW-20, Kar98k, StG 44
- 데드엔드 Orchestral Manoeuvres in the Dead End（手塚酉穂)
- 어떤 마술의 금서목록 (이츠와)
- 나유타의 궤적 (노이)
- 슈퍼 단간론파[탄환논파] 2 (초고교급 보건위원 츠미키 미캉)
- 일루전커넥트 안나

### 온라인 게임
- 도색대전 파이론 (사야)
- 소울워커 (하루 에스티아)

### 모바일 게임
얼터너티브 걸즈(아리무라 시온)
하얀고양이 프로젝트 - 오스크롤
소녀전선 - Kar98k, StG44, NTW-20

### 드라마CD
- 아니코이 ~애니메이션처럼 사랑하고 싶어!~ (여학생)
- 집사★게임 (혼약자)
- 좋아한다고 말해 (타치바나 메이)
- 열풍의 기사단 (마리안느)

### CD
- 꿈을 먹는 메리 캐릭터송 타치바나 이사나 (2011년 2월 25일)
- secret base ~네가 준 것~ (10 years after Ver.) (2011년 4월 27일)

### 라디오
- 그날 들은 라디오의 이름을 우리는 아직 모른다 (2011년 4월~2012년 3월)
- 노라디오 노라이프 (2014년 4월 8일 ~ 2014년 12월 30일) - {1화부터 14화 까지는 주 간격으로 15화부터 26화까지 격주.}
- 노라디오 노라이프 특별회 (2015년 5월 12일)